# Le Stade blanc
Pour plus de détails, voir Fiche technique et Distribution.
Le Stade blanc (Das weiße Stadion) est un film documentaire suisse de 1928 réalisé par Arnold Fanck, pionnier du cinéma de montagne, et Othmar Gurtner ; et dont le sujet est le déroulement des Jeux olympiques d'hiver de 1928 qui se sont disputés à Saint-Moritz en Suisse.

## Synopsis
Après des vues idylliques de la vallée embrumée, Arnold Fanck montre l'acheminement des compétiteurs et des spectateurs  par le chemin de fer rhétique et leur arrivée à Saint-Moritz. S'ensuivent des vues des sommets du massif de l'Engadine, du piz Bernina et du piz Palü. Après des vues sur les sommets empreints de sérénité, Fanck montre des sportifs qui skient en altitude vêtus uniquement d'un caleçon. Dans la vallée, les sportifs se préparent fébrilement (quelques séquences sont au ralenti) et présentent les nouveautés technologiques comme cette nouvelle fixation pour chaussures de ski.
Le jour de l'ouverture des jeux arrive avec le cortège des compétiteurs des vingt-cinq pays participants défilant devant quelques rares spectateurs. Puis les compétitions s'enchaînent, dont celle de ski jöring.

## Fiche technique
- Titre : Le Stade blanc
- Titre original : Das weiße Stadion
- Réalisation : Arnold Fanck, Othmar Gurtner
- Photographie :
  - première caméra : Sepp Allgeier et Richard Angst
  - seconde caméra :  Albert Benitz et Hans Schneeberger
- Montage : Arnold Fanck, Walter Ruttmann
- Producteur : Othmar Gurtner
- Pays de production :  Suisse
- Genre : documentaire
- Date de sortie :
  - Allemagne 19 mars 1928 (à Berlin)
- Durée : 86 minutes
- Couleur : noir et blanc
- Format : film muet

version restaurée
- Composition musicale : Pablo Beltram, Carlos Cardenas, Stephen Dick, Vasiliki Kourti-Papamoustou, Seongmin Lee, Christian Mejia
- Musique : Hochschule für Musik Freiburg, classe de musique de film de Cornelius Schwehr
- Production : Olympia Film A. G. Zurich, Studio für Filmmusik der Hochschule für Musik Freiburg
- Restauration : Comité international olympique, Robert Jaquier, Adrian Wood
- Date de sortie : 
  - Allemagne : 22 août 2012
- Première télévisée : 4 février 2014 sur Arte

## Distribution
patinage de vitesse
- Clas Thunberg, Bernt Evensen, John Farrell, Ivar Ballangrud

course de ski de fond
- Per-Erik Hedlund, Olav Kjelbotn, Ole Hegge, Hans Zehrer

saut à ski
- Erich Recknagel, Sigmund Ruud, Alf Andersen, Jacob Tullin Thams

skeleton
- David Carnegie

patinage artistique
- Sonja Henie

## Version restaurée
Le film était considéré comme perdu jusqu'en 2011, année où le Comité international olympique décida de tenter de le reconstituer. Seules quelques séquences conservées à Moscou étaient connues. Par la suite, d'autres extraits ont été retrouvés au musée du cinéma de Munich et, après de longues recherches dans les archives des cinémathèques du monde entier, quelques pellicules du film ont été localisées à Berlin et à Lausanne. L'ensemble de ce matériau, en 16 mm et en 35 mm, a permis de présenter le film restauré en numérique en 2012. Si les intertitres originaux ont été reproduits dans la mesure du possible, ceux manquants ont été reconstitués grâce à des sources de l'époque.

### Musique du film
La musique du film restauré a été écrite à l'Université de musique de Fribourg sous la direction de Cornelius Schwehr (de). La composition musicale comprend six instruments, clarinette, cor, percussions, piano, violoncelle et contrebasse.

## Diffusion télévisée
Le film restauré a connu une première diffusion télévisée le 4 février 2014 sur Arte. Alors que la vitesse de déroulement du film est de 18 images par seconde, la diffusion sur la chaîne franco-allemande fut beaucoup plus rapide, à la vitesse de 24 images par seconde.

## Commentaires
- Le Stade blanc, un des premiers films de Fanck, réalisé avec une équipe de prises de vue qui deviendra légendaire, annonce la venue des grands films de montagne ainsi que les grands documentaires sportifs. Ainsi Les Dieux du stade sur les Jeux de Berlin en 1936 réalisé par Leni Riefenstahl est une suite logique de ce film.
- Le tournage est réalisé avec seulement deux caméras, chacune manipulée par deux opérateurs, qui ne prennent quasiment que des plans fixes.
- Plus qu'un documentaire ou reportage sportif, le film est une réelle œuvre d'art qui n'est parfois pas dénuée d'humour. Ainsi ce panneau d'intertitres « Au curling, l'essentiel n'est pas la victoire, mais… », suivi d'une vue montrant les compétiteurs s'abreuvant de bière.
- Pour sublimer les sportifs, Fanck utilise des techniques cinématographiques comme celle du ralenti ou exploite les contrastes entre ombre et luminosité.
- Les épreuves se déroulent sur des pistes à peine préparées et devant quelques rares spectateurs. Certaines épreuves ont complètement disparu, comme l'épreuve de patrouille militaire ou la course de chevaux sur le lac gelé.